# Заморуєв Георгій Михайлович
Георгій Михайлович Заморуєв (1904–1959) — радянський промисловий діяч і вчений, доктор технічних наук, професор (1958).

## Біографія
Народився 24 лютого (8 березня за новим стилем) 1904 року в місті Катеринославі Російської імперії.

### Освіта
Закінчив Катеринославську 1-шу класичну гімназію, потім, 1926 року — Дніпропетровський інститут народної освіти (нині Дніпровський національний університет імені Олеся Гончара) за спеціальністю «хімія».
У 1929 році здобув другу освіту, закінчивши Ленінградський політехнічний інститут (ЛПІ, нині Санкт-Петербурзький політехнічний університет Петра Великого) за спеціальністю «металургія чорних металів».
У 1938 році за сукупністю наукових публікацій Г. М. Заморуєву було присвоєно вчений ступінь кандидата технічних наук без захисту дисертації. У 1956 році в Московському інституті сталі та сплавів (нині Національний дослідний технологічний університет «МІСіС») він захистив докторську дисертацію на тему «Структурні зміни поверхневих шарів сталевих тіл при зношуванні (тертя)» і в 1958 році йому було присвоєно вчене звання професора.

### Діяльність
Після закінчення ЛПІ працював у металографічній лабораторії ленінградського заводу «Більшовик» (нині Обухівський завод). У 1933—1934 роках був начальником металографічної та механічної лабораторій на металургійному заводі ім. М. В. Фрунзе (нині Костянтинівський чавуноливарний завод) у місті Костянтинівка Донецької області Української РСР. Повернувшись до Ленінграда, у 1936—1938 роках працював начальником лабораторії заводу «Пневматика».
У 1938 році Георгій Михайлович був направлений до Магнітогорська, де в роки Німецько-радянської війни брав участь в освоєнні на Магнітогорському металургійному комбінаті виробництва броньової сталі, будучи за сумісництвом заступником начальника термічного сектора спецбюро № 1 (легендарного «броньового бюро»). Він запропонував технологію спеціального процесу термічної обробки, що дозволила відновлювати плавки броньової сталі, що раніше йшла у брак, що заощадило тисячі тонн легованої сталі.
Також із 1938 року був запрошений на роботу до Магнітогорського гірничо-металургійного інституту (МГМІ, нині Магнітогорського державного технічного університету), де завідував кафедрою металознавства та термічної обробки до кінця життя. З 1944 до 1948 року обіймав посаду заступника директора інституту з науково-навчальної роботи. Був автором понад 70 наукових праць, виховав низку кандидатів наук, серед них — Д. М. Золотоустовський, що став проректором із навчальної роботи МГМІ.
Займався громадською діяльністю, у 1947—1951 роках був членом президії Челябінського обкому профспілки працівників вищої школи та наукових установ.
Помер 21 листопада 1959 року у Магнітогорську. Був похований на Правобережному цвинтарі міста, де пізніше поряд із ним було поховано його дружину.

## Пам'ять
- У Державному архіві Пермського краю є документи, які стосуються Г. М. Заморуєва.[2]
- Художник Семен Васильович Камінський[3] написав у 1960 році портрет Георгія Михайловича, який перебуває в Магнітогорському краєзнавчому музеї.[4]

## Заслуги
- Г. М. Заморуєв був нагороджений двома орденами «Знак Пошани» та медалями, серед яких «За трудову відзнаку» та «За доблесну працю у Великій Вітчизняній війні 1941—1945 рр.»
- Також був удостоєний Почесних грамот Міністерства чорної металургії СРСР. Його ім'я було внесено до Книги пошани МГМІ (1967).